# USS Maine (ACR-1)
Pour les autres navires du même nom, voir USS Maine.
L'USS Maine était le second cuirassé de l'United States Navy à son lancement en 1895. Initialement classé en tant que croiseur cuirassé, il fut construit en réponse au cuirassé brésilien Riachuelo (en) et à l'accroissement des forces navales sud-américaines. L'USS Maine et son presque jumeau, l'USS Texas, reflétaient les derniers développements de la construction navale européenne et la disposition de leur armement principal ressemblait à celle du cuirassé britannique HMS Inflexible. Ses deux tourelles étaient disposées en échelon sur un sponson de chaque côté du navire avec des ouvertures dans la superstructure pour permettre les tirs en travers du pont.
Malgré ces innovations, l'USS Maine était déjà obsolète à son entrée en service du fait de sa longue construction et des évolutions dans la technologie et les tactiques navales. L'emploi généralisé de l'acier dans la construction navale rendait l'utilisation de l'éperon de plus en plus dangereuse pour le navire attaquant et les dégâts causés par le souffle des canons tirant à proximité des structures du navire découragèrent le placement des tourelles en échelon. L'évolution du rôle du croiseur cuirassé, substitut plus léger et lourdement protégé du cuirassé, vers un navire rapide destiné à l'assaut de convoi hâta également son obsolescence. Malgré ses limitations, l'USS Maine était considéré comme un progrès dans la construction navale militaire américaine.
L'USS Maine est connu pour son naufrage dans le baie de La Havane à Cuba dans la soirée du 15 février 1898. Dépêché sur place pour protéger les intérêts américains lors de la guerre d'indépendance cubaine, il explosa et coula rapidement en emportant avec lui près des trois quarts de l'équipage. Des 374 hommes à bord du vaisseau, 260 meurent lors de l'explosion. Une commission d'enquête ne permit pas de déterminer la cause de l'explosion mais l'opinion publique américaine, poussée par les articles incendiaires publiés dans la presse jaune par William Randolph Hearst et Joseph Pulitzer, accusa l'Espagne. Le cri de ralliement Remember the Maine, to Hell with Spain ! (« Souvenez-vous du Maine, Mort à l'Espagne ! ») fut utilisé par la faction belliciste de l'opinion américaine et la guerre hispano-américaine fut déclenchée le 25 avril 1898. Si le naufrage de l'USS Maine ne fut pas la cause directe du conflit, il joua un rôle de catalyseur. La cause du naufrage continue de faire l'objet de débats. Parmi les propositions figurent un incendie non détecté dans l'une de ses soutes à charbon, une mine navale ou un sabordage délibéré pour pousser les États-Unis à la guerre.

## Contexte

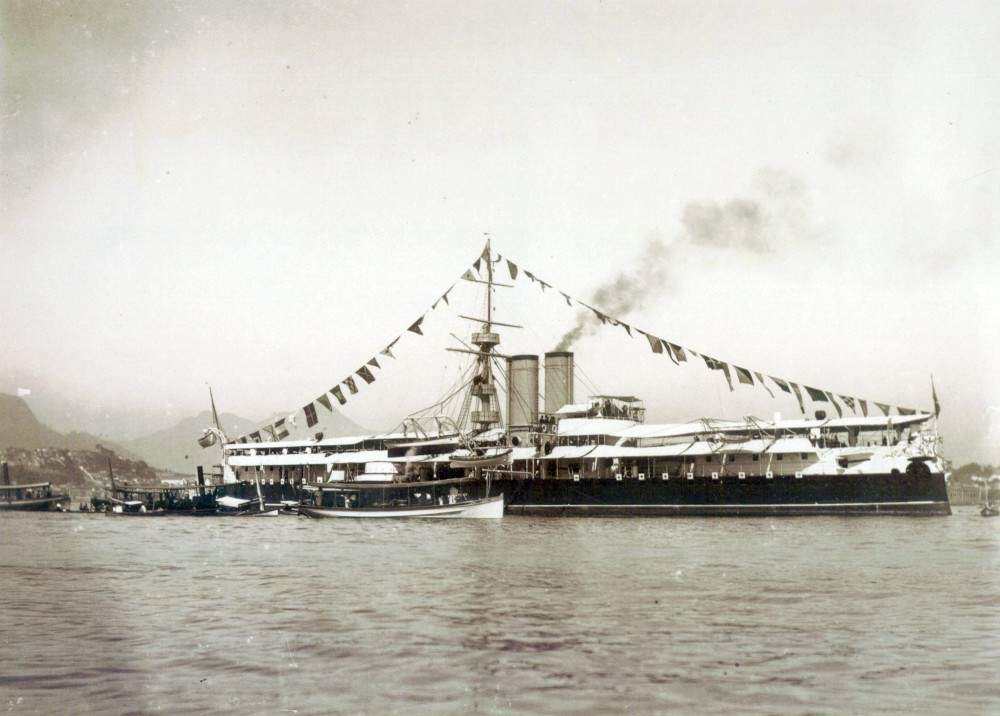
La livraison du cuirassé brésilien Riachuelo déclencha la construction de l'USS Maine.

La livraison du cuirassé Riachuelo (en) construit en Grande-Bretagne au Brésil en 1883 et l'acquisition d'autres navires de guerre modernes européens par ce dernier, l'Argentine et le Chili inquiétèrent le gouvernement américain car la marine brésilienne était devenue la plus puissante des Amériques. Le président du comité sur les questions navales, Hilary A. Herbert, déclara devant le Congrès des États-Unis : « Si l'ensemble de notre vieille marine était amené en haute-mer et devait affronter le Riachuelo, il est peu probable qu'un seul navire arborant le pavillon américain rentrerait au port » Ces événements relancèrent une série de discussions qui étaient menées au Naval Advisory Board (« Comité consultatif de la Marine ») depuis 1881. Ce dernier savait que la Marine américaine ne pouvait affronter aucune des principales flottes européennes ; au mieux, elle pourrait détruire la flotte de commerce de son adversaire et espérer remporter une guerre d'usure. Certains membres du comité défendaient donc une stricte politique d'assaut de convoi tandis que d'autres avançaient qu'elle serait inefficace contre le déploiement potentiel de cuirassés ennemis près des côtes américaines. De plus, l'envoi d'une force navale outre-mer allait à l'encontre de la politique isolationniste alors en vigueur. Le débat était dans l'impasse jusqu'au lancement du Riachuelo.
Le comité, maintenant confronté à la menace potentielle d'un blocus des côtes américaines, commença à envisager le déploiement de nouveaux navires en 1884. Ces derniers devraient pouvoir entrer dans les cales sèches existantes et avoir un faible tirant d'eau pour pouvoir entrer dans toutes les principales bases américaines. La largeur fut également limitée et le comité évalua qu'avec une longueur de 300 pieds (91 m), son déplacement maximum serait de 7 000 tonnes. Un an plus tard, le Bureau of Construction and Repair présenta deux projets au secrétaire à la Marine William Collins Whitney, un cuirassé de 7 500 tonnes et un croiseur cuirassé de 5 000 tonnes. Whitney décida alors de demander au Congrès de financer deux navires de 6 000 tonnes et ce dernier débloqua les fonds en août 1886. Un appel d'offres fut lancé pour deux navires : le croiseur cuirassé USS Maine et le cuirassé USS Texas. Selon les spécifications, l'USS Maine devait atteindre 17 nœuds (31 km/h), avoir un éperon, un double fond et emporter deux torpilleurs. Son armement devait se composer de quatre canons de 10 pouces (254 mm), six de 6 pouces (152 mm), diverses armes légères et six tubes lance-torpilles. Il était spécifié que l'artillerie principale devait pouvoir tirer vers l'avant et l'arrière. L'épaisseur du blindage et de nombreux détails étaient également précisés. Les demandes pour l'USS Texas étaient similaires mais il devait emporter une batterie principale de deux canons de 12 pouces (305 mm) et avoir un blindage légèrement plus épais.
Theodore D. Wilson, l'ingénieur en chef du Bureau et un membre du Naval Advisory Board en 1881, remporta l'appel d'offres pour l'USS Maine. Le dessin vainqueur pour l'USS Texas fut réalisé par l'ingénieur britannique William John qui travaillait alors pour la société Barrow Shipbuilding Company. Les deux concepts ressemblaient au Riachuelo avec leurs deux tourelles principales disposées en échelon sur des sponsons. La proposition de Wilson, bien que conservatrice et inférieure aux autres, a peut-être été favorisée pour que l'un des deux nouveaux navires soit de conception américaine.
Le Congrès autorisa la construction de l'USS Maine le 3 août 1886 et sa quille fut posée le 17 octobre 1888 au Brooklyn Navy Yard de New York. Il était alors le plus grand navire militaire construit dans un chantier naval américain.

## Conception

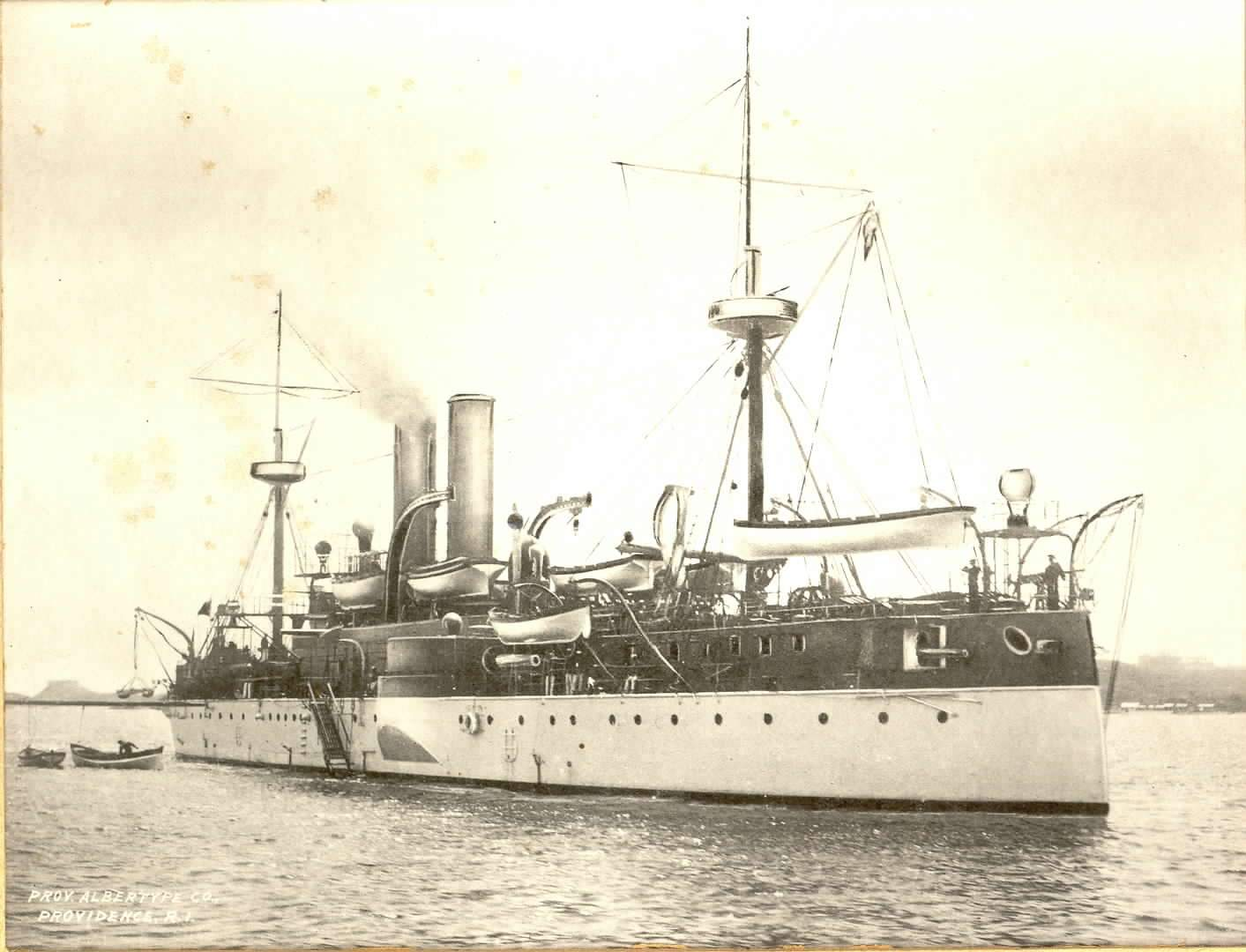
Vue de la poupe de l'USS Maine.

La durée de construction de l'USS Maine, de neuf ans, était inhabituellement longue, et était liée aux limitations de l'industrie américaine ; la livraison de ses plaques de blindage prit par exemple trois ans. Un incendie dans la salle de conception du chantier naval où se trouvaient les plans détaillés du navire ralentit également les travaux. Durant ces neuf années, les tactiques et les technologies navales avaient fortement évolué et le rôle précis de l'USS Maine dans la Marine était mal défini. Au début de sa construction, les croiseurs cuirassés comme l'USS Maine étaient destinés à être de petits cuirassés disposant d'une épaisse ceinture blindée. Le Royaume-Uni, la France et la Russie avaient construit des navires de ce type et certains, comme le Riachuelo, avaient été vendus à des marines de second rang. Dans la décennie qui suivit, les croiseurs cuirassés furent réaffectés à des missions d'assaut de convoi pour lesquelles des navires rapides au long rayon d'action et donc à la protection limitée étaient nécessaires. Le développement de blindages plus légers comme l'acier Harvey (en) favorisa cette évolution. De ce fait, l'USS Maine manquait de puissance de feu et de protection pour affronter d'autres cuirassés et n'avait pas la vitesse suffisante pour servir de croiseur. De plus, la disposition des tourelles qui permettait de tirer en long et en travers des superstructures du navire était devenue obsolète en raison des dégâts que le souffle provoquait.

### Caractéristiques générales
L'USS Maine mesurait 98,9 m de long avec une largeur de 17,4 m, un tirant d'eau maximum de 6,9 m et un déplacement de 6 790 tonnes. Sa coque était divisée en 214 compartiments étanches, avec une cloison étanche longitudinale séparant les machines, et un double fond qui couvrait la coque uniquement du mat de misaine à l'arrière de la citadelle blindée, soit 59,7 m. Sa hauteur métacentrique était de 1,1 m et il disposait d'un éperon de proue.

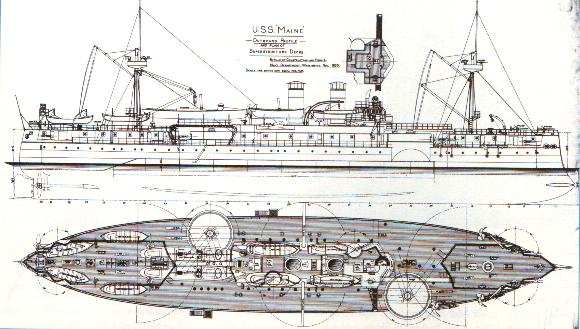
Plan de l'USS Maine.

La coque de l'USS Maine était longue et étroite et ressemblait plus à celle d'un croiseur qu'à celle de l'USS Texas. Théoriquement, il aurait donc été le plus rapide des deux, mais une mauvaise répartition de la masse le ralentissait considérablement. Ses tourelles principales placées sur un pont assez bas étaient presque inondées en cas de mauvais temps. De même, comme ces dernières étaient situées près des extrémités du navire, loin de son centre de gravité, elles déstabilisaient le navire en mer agitée. Même si les USS Maine et Texas pouvaient tous deux naviguer en haute-mer, la coque plus haute de ce dernier limitait l'inondation de ses ponts.
Ses deux tourelles principales étaient situées en échelon sur des sponsons de chaque côté du navire afin qu'elles puissent tirer vers l'avant et l'arrière. Cela répondait aux spécifications qui imposaient que tous ses canons puissent tirer vers l'avant et infliger le maximum de dégâts avant l'éperonnage, mais l'opportunité de cette tactique était purement théorique au moment où sa construction commença. La disposition en échelon avait été testée initialement sur les cuirassés italiens conçus dans les années 1870 par Benedetto Brin puis sur le HMS Inflexible dont la construction commença en 1874 mais qui ne fut lancé qu'en octobre 1881.
La disposition de son armement principal limitait en théorie sa capacité à tirer par bordées, un atout décisif lors d'une ligne de bataille. Pour autoriser une certaine forme de tir latéral, la superstructure de l'USS Maine fut divisée en trois parties. Cela laissait des ouvertures au niveau des tourelles qui pouvaient ainsi tirer en travers du pont, même si leur champ de tir restait très limité.

### Propulsion

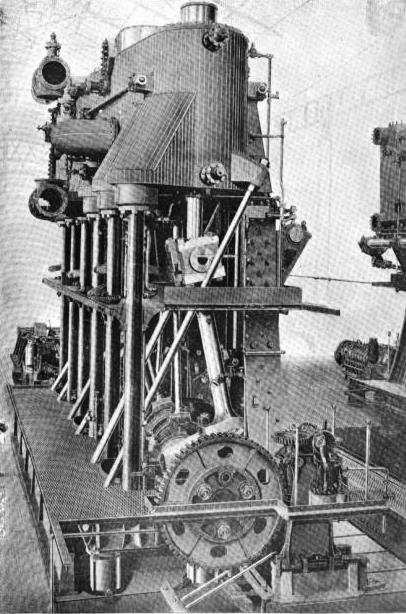
Une machine à triple expansion de l' similaire à celles de l'USS Maine.

L'USS Maine était le premier navire capital américain dont la propulsion reçut une priorité aussi haute que pour son armement. Ses machines, réalisées par la société N.F. Palmer Jr. & Company's Quintard Iron Works de New York, furent les premières conçues sous la supervision de l'explorateur arctique et futur commodore George W. Melville pour un grand navire. Il disposait de deux machines à vapeur à triple expansion, séparées par la cloison étanche longitudinale, pour une puissance totale de 9 293 chevaux-vapeur (6,9 MW). Les diamètres de ses pistons étaient de 900 mm pour la haute pression, de 1 400 mm pour la moyenne pression et de 2 200 mm pour la basse pression. La course des pistons était de 910 mm.
Le positionnement vertical des machines de l'USS Maine était contraire aux pratiques habituelles. En effet, les machines étaient traditionnellement montées à l'horizontale pour qu'elles soient entièrement situées sous la ligne de flottaison et donc protégées des obus adverses. Melville, qui considérait que les machines étaient déjà protégées par le blindage, privilégia la plus grande efficacité et la maintenance simplifiée qu'offrait la disposition verticale,. De plus, les machines étaient disposées de manière que les cylindres à haute pression soient à l'arrière et ceux à basse pression à l'avant. De cette façon, selon l'ingénieur en chef A. W. Morley, les cylindres à basse pression pouvaient être déconnectés quand le navire n'avait pas besoin de toute la puissance offerte par la triple expansion.

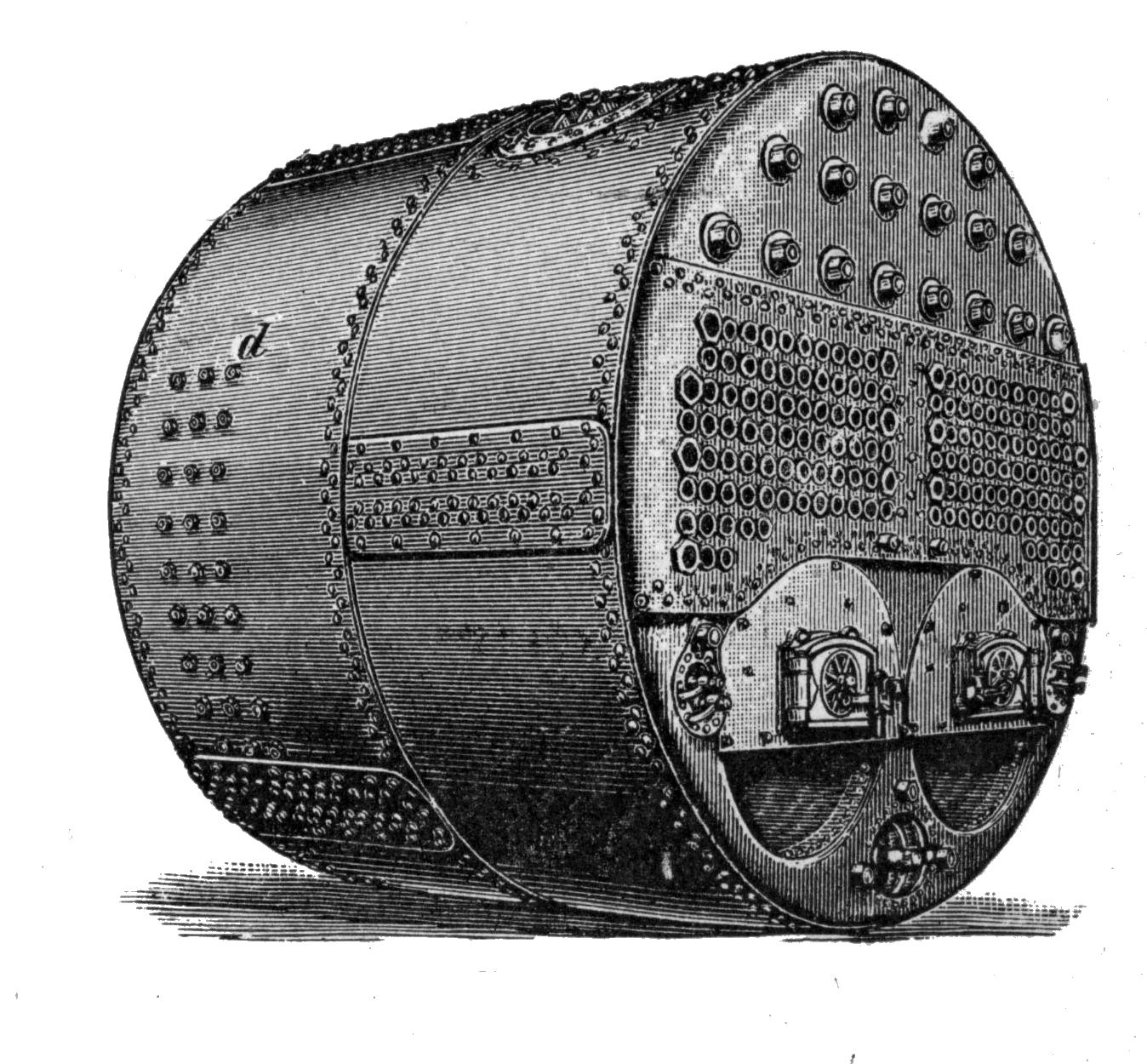
Une chaudière « Scotch » utilisée sur les navires de la fin du XIXe siècle.

Huit chaudières fournissaient de la vapeur à 930 kPa et à 184 °C aux machines. Lors des essais, l'USS Maine atteignit la vitesse de 16,45 nœuds (30 km/h) soit moins que les 17 nœuds (31 km/h) exigés par le cahier des charges. Il pouvait transporter un maximum de 910 tonnes de charbon dans 20 soutes protégées par la ceinture blindée. Cela représentait une faible capacité pour un navire de sa taille, qui limitait son rayon d'action et sa capacité à naviguer à vitesse maximale quand la consommation de charbon était très élevée. Les tourelles en saillie de l'USS Maine empêchaient également le ravitaillement en mer par un charbonnier sauf dans les mers les plus calmes. L'USS Maine disposait aussi de deux petits générateurs électriques pour alimenter les projecteurs et fournir l'éclairage du navire.
L'USS Maine était initialement conçu comme un trois-mâts barque dont le gréement devait permettre de propulser le navire en cas de dysfonctionnement des machines et pour économiser le charbon lors des longues traversées. Le mat de misaine fut retiré en 1892 après le lancement du navire mais avant sa mise en service. L'USS Maine fut finalement achevé avec deux mats militaires et ne porta jamais aucune voile.

### Armement

#### Artillerie principale
La batterie principale de l'USS Maine était composée de quatre canons de 10 pouces (254 mm) calibre 35 ayant une hausse de -3 à +15°. Les obus pesaient 520 livres (236 kg) et étaient tirés à la vitesse initiale de 610 m/s. Les canons avaient une portée de 18 000 m à la hausse maximale et chacun disposait de 90 obus. Les canons étaient montés par deux dans des tourelles ; celle de l'avant se trouvait sur un sponson à tribord et celle à l'arrière était à bâbord.

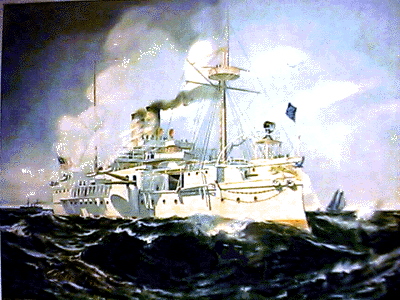
Battleship Maine par Frederick Nelson Atwood.

Selon les plans initiaux, les canons de 254 mm devaient être montés dans des barbettes ouvertes. Durant la longue période de construction de l'USS Maine, le développement de canons de calibre intermédiaire à tir rapide pouvant tirer des obus explosifs devint une menace sérieuse et la Marine modifia l'USS Maine pour inclure des tourelles fermées. Du fait de l'accroissement de masse, les tourelles furent montées un pont plus bas que prévu,. Même avec ces modifications, les canons principaux étaient suffisamment hauts pour pouvoir tirer à 180° sur le côté extérieur et à 64° de l'autre. Ils pouvaient également être rechargés quelle que soit leur orientation ; à l'inverse, les canons principaux de l'USS Texas avec leurs chargeurs extérieurs aux tourelles ne pouvaient être rechargés que lorsqu'ils étaient ramenés au-dessus du navire, une caractéristique courante chez les cuirassés d'avant les années 1890. En 1897, les tourelles de l'USS Texas furent néanmoins modifiées avec des chargeurs internes afin d'accélérer le chargement.
La disposition en échelon se révéla également problématique. Comme les tourelles de l'USS Maine n'étaient pas contrebalancées, le navire gîtait si elles pointaient dans la même direction et cela réduisait la portée des canons. De même, le souffle des tirs en travers du pont endommageait la superstructure. Pour cette raison et pour éviter les trop grandes contraintes exercées sur la coque si les canons tiraient dans le sens du navire, la disposition en échelon fut abandonnée par la Marine américaine après les USS Maine et Texas,.

#### Artillerie secondaire
Les six canons de 6 pouces (152 mm) étaient installés dans des casemates dans la coque, deux de chaque côté à la proue, à la poupe et au milieu du navire. Les informations sont parcellaires mais ils avaient probablement une hausse de -7 à +12° et tiraient des obus de 105 livres (48 kg) à environ 590 m/s à une distance maximale de 8 200 m.

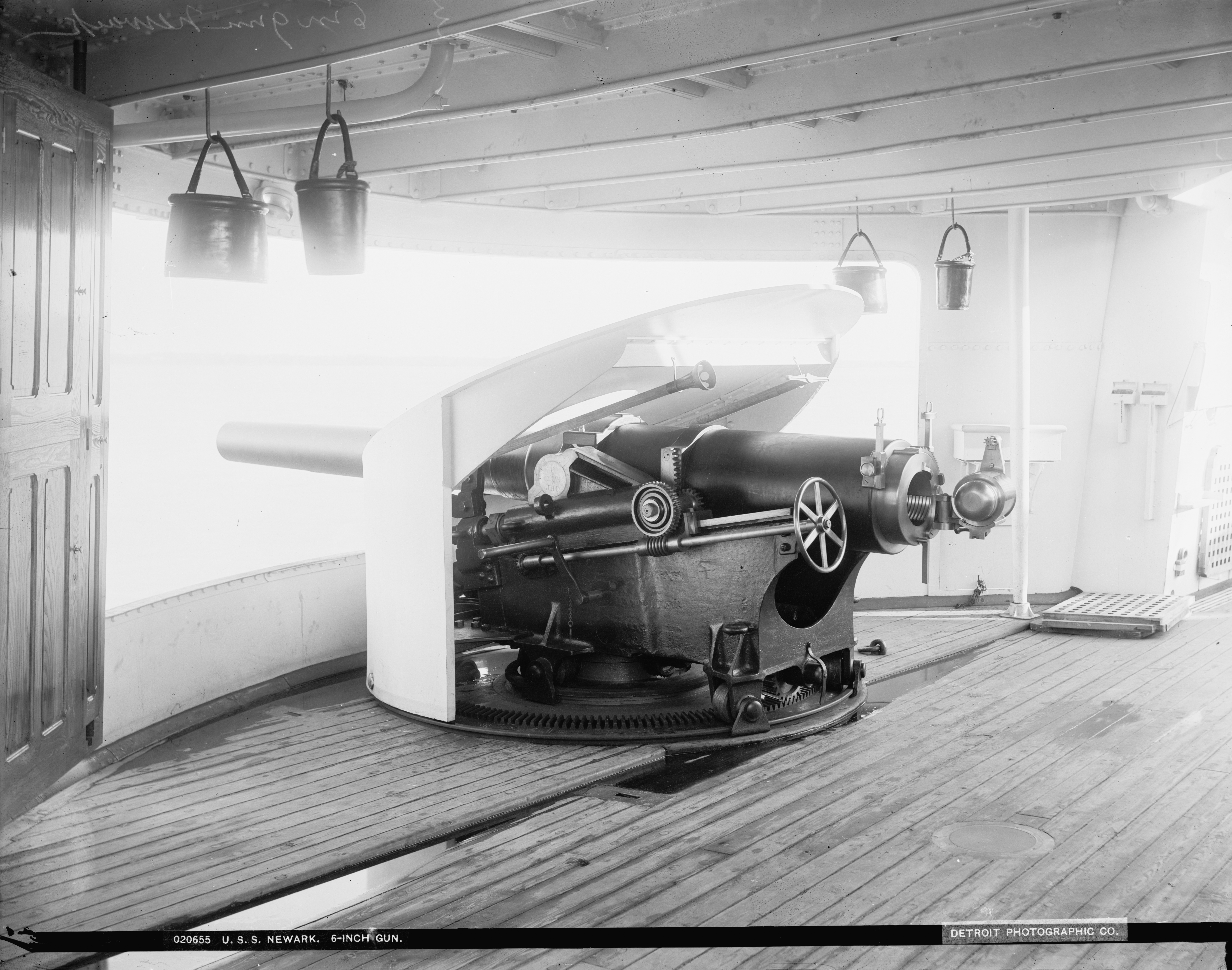
Canon de sur l'. L'USS Maine en emportait six de ce type.

L'armement anti-torpilleur était composé de sept canons de 57 mm disposés sur le pont de la superstructure. Ils tiraient des obus d'environ 6 livres (3 kg) à environ 538 m/s au rythme de 20 par minute jusqu'à 8 000 m. L'armement plus léger comprenait huit canons de 37 mm. Quatre étaient implantés sur le pont de la superstructure, deux se trouvaient dans des petites casemates à la proue et chaque hune en possédait un. Ils tiraient des obus d'environ 1,1 livres (0,5 kg) à environ 610 m/s au rythme de 30 par minute jusqu'à 3 200 m.
L'USS Maine possédait deux tubes lance-torpilles de 18 pouces (457 mm) au-dessus de l'eau de chaque côté. Il était également conçu pour embarquer deux torpilleurs à vapeur de 15 tonnes avec un tube lance-torpille de 14 pouces (356 mm) et un canon de 37 mm. Un seul fut construit mais sa vitesse maximale n'était que de 12 nœuds (22 km/h) ; il fut donc transféré à la Naval Torpedo Station de Newport à Rhode Island pour servir de navire d'entraînement.

### Protection
La ceinture blindée au niveau de la ligne de flottaison, faite avec un alliage d'acier et de nickel, avait une épaisseur maximale de 12 pouces (305 mm) et s'affinait à 7 pouces (178 mm) à son extrémité inférieure. Elle mesurait 55 m de long et protégeait les machines et les magasins d'obus de 10 pouces. Sa hauteur était de 2,1 m dont 0,9 m se trouvait au-dessus de la ligne de flottaison prévue. Elle se prolongeait sur 5,2 m et se réduisait à 8 pouces (203 mm) à l'intérieur du navire à chaque extrémité pour le protéger des tirs de balayage. Une cloison transversale de 6 pouces (152 mm) fermait l'extrémité avant de la citadelle blindée. La portion avant du pont blindé de 2 pouces (51 mm) se prolongeait jusqu'à la proue et servait à renforcer l'éperon. Le pont était incliné de chaque côté et son épaisseur passait à 3 pouces (76 mm). La portion arrière continuait vers l'arrière jusqu'à la poupe mais descendait dans la coque sous la ligne de flottaison pour protéger les axes des hélices et la direction. Les flancs des tourelles circulaires avaient une épaisseur de 8 pouces (203 mm) tandis que celles des barbettes était de 12 pouces (305 mm). Le château était protégé par des parois de 10 pouces (254 mm) et ses tubes acoustiques et les câbles électriques se trouvaient à l'intérieur d'un tube blindé de 4,5 pouces (114 mm) d'épaisseur.
La protection de l'USS Maine souffrait de deux défauts liés aux progrès technologiques durant sa construction. Le premier était le manque de blindage sur les parties supérieures du navire pour contrer les effets des canons moyens à tir rapide et des obus explosifs ; il partageait cette faiblesse avec l'USS Texas. Le second était l'emploi d'un blindage acier-nickel. Introduit en 1889, il était le premier alliage moderne d'acier pour le blindage et était une amélioration par rapport à l'acier doux utilisé jusqu'alors. Les aciers Harvey (en) et Krupp (en) développés en 1893 étaient environ deux fois plus résistants que l'acier au nickel. Même si les trois alliages avaient la même densité, 152 mm d'acier Harvey ou Krupp donnaient la même protection que 254 mm d'acier au nickel. La masse économisée pouvait ainsi permettre d'accroître la protection du navire ou sa vitesse. La Marine américaine adopta l'acier Harvey pour la classe Indiana conçue après l'USS Maine mais mise en service à peu près au même moment,.

## Lancement

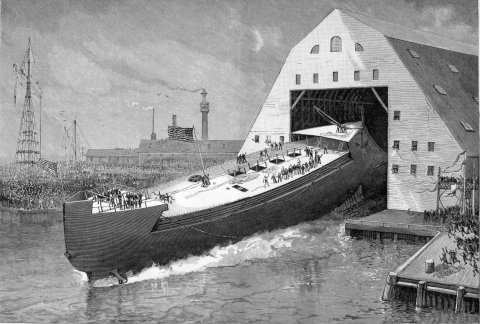
Lancement de l'USS Maine le 18 novembre 1890.

L'USS Maine fut lancé le 18 novembre 1889 et fut baptisé par Alice Tracy Wilmerding, la petite-fille du secrétaire à la Marine Benjamin Tracy. Peu de temps après, un journaliste écrivit dans le journal Marine Engineer and Naval Architect, « on ne peut nier que la marine des États-Unis fait des progrès rapides vers une position crédible parmi les marines du monde et le lancement du nouveau cuirassé USS Maine depuis le chantier naval de Brooklyn […] a ajouté une pièce très puissante à la flotte américaine de navires à tourelles ». Dans son rapport annuel de 1890 au Congrès, le secrétaire à la Marine écrivit que « le Maine […] représente une classe à lui tout seul » et prévoyait son entrée en service en juillet 1892.
La construction du navire prit cependant trois ans de retard car le chantier naval attendait la livraison de plaques de blindage en acier au nickel. L'entreprise Bethlehem Steel avait promis la livraison mensuelle de 300 tonnes par mois en décembre 1889 et avait commandé des éléments à la société britannique Armstrong Whitworth en 1886 pour remplir ses obligations. Ces livraisons n'eurent lieu qu'en 1889 et retardèrent le calendrier de Bethlehem. En réponse, Tracy engagea un second fournisseur, la Homestead Steel Works (en) appartenant à Andrew Carnegie. En novembre 1890, ce dernier et Tracy signèrent un contrat pour la livraison de 6 000 tonnes d'acier au nickel,. Homestead était cependant ce que l'historien Paul Krause qualifie « de dernier bastion syndical dans les aciéries du district de Pittsburgh ». L'aciérie avait déjà affronté une grève en 1882 et un lockout en 1889 dans une tentative pour briser les syndicats sur place. Moins de deux ans plus tard, la Homestead Strike fut l'une des plus importantes de l'histoire américaine.

## Service

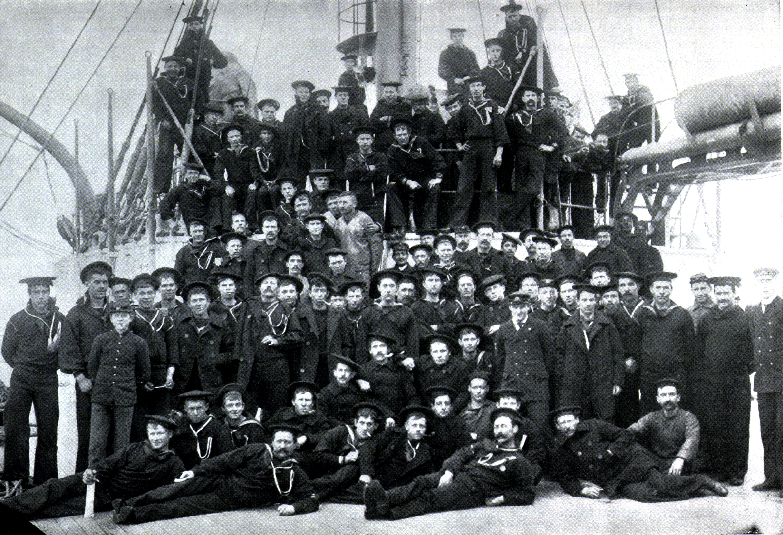
L'équipage de l'USS Maine.

L'USS Maine fut mis en service le 17 septembre 1895 sous le commandement du capitaine Arent S. Crowninshield. Le 5 novembre 1895, l'USS Maine se rendit dans la baie de Sandy Hook dans le New Jersey. Il y resta deux jours puis se rendit à Newport à Rhode Island pour être armé et réaliser des essais de torpilles. Plus tard dans le mois, après un passage à Portland dans le Maine, il rejoignit l'Escadre de l'Atlantique Nord pour des manœuvres et des exercices. Il passa sa carrière opérationnelle au sein de cette escadre et opéra depuis Norfolk en Virginie le long de la côte Est des États-Unis et dans la Caraïbe. Le 10 avril 1897, le capitaine Charles Dwight Sigsbee remplaça Crowninshield en tant que commandant de l'USS Maine. L'équipage du navire se composait de 355 hommes (26 officiers, 290 marins et 39 fusiliers marins).

## Naufrage

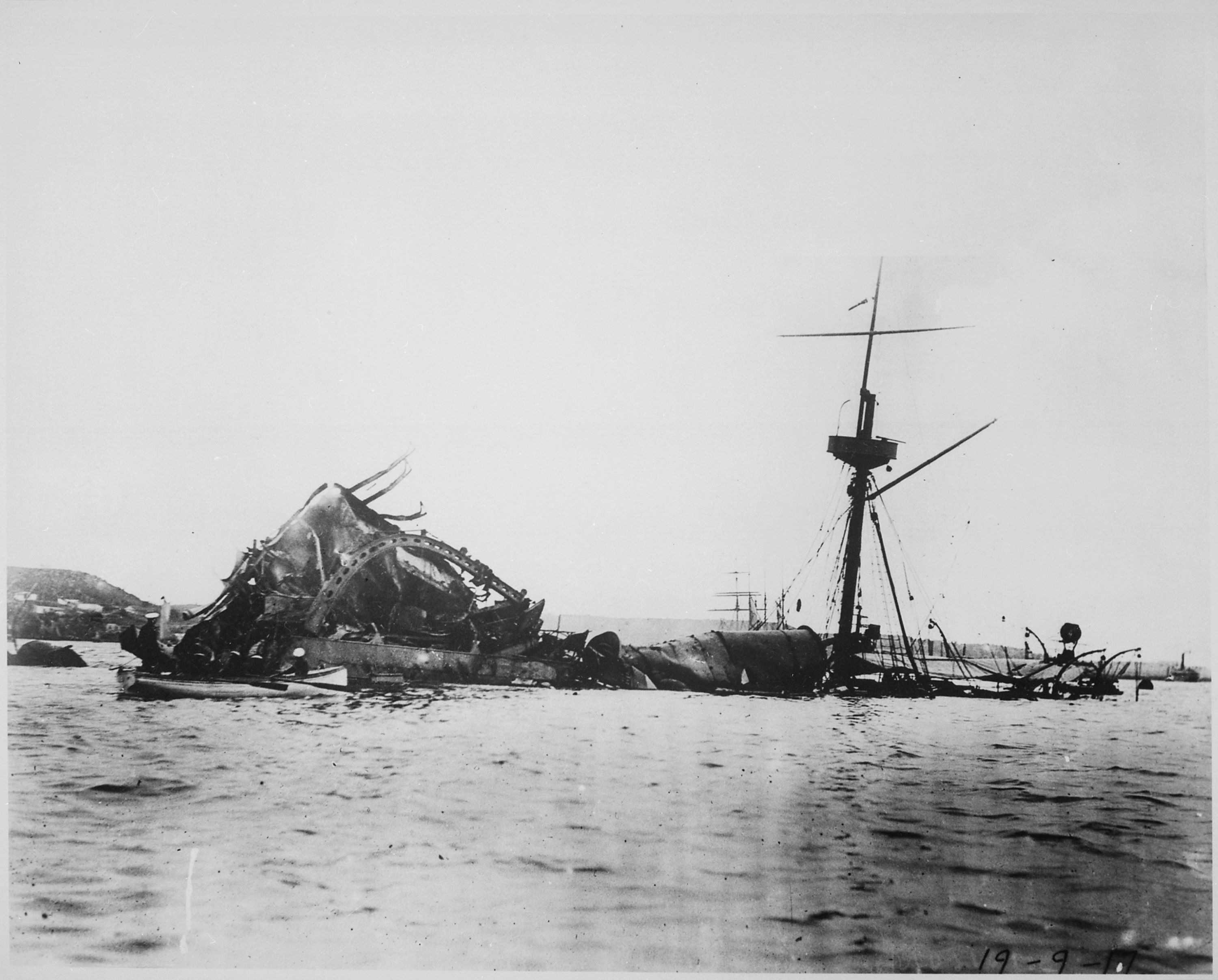
Épave de l'USS Maine dans le port de La Havane.

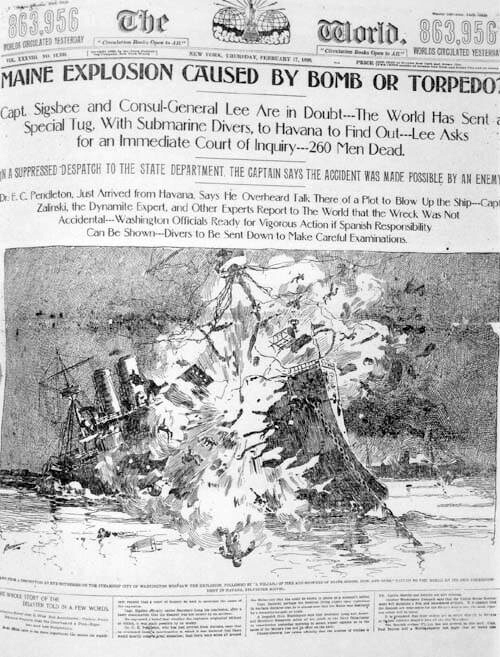
Couverture du New York World du 17 février 1898.

En janvier 1898, L'USS Maine fut détaché de Key West en Floride à La Havane à Cuba pour protéger les intérêts américains lors de la guerre d'indépendance cubaine. Trois semaines plus tard, le 15 février à 21 h 40, une explosion eut lieu à bord du navire. Les investigations ultérieures révélèrent que plus de 5 tonnes de charge propulsive pour les obus de six et dix pouces avaient explosé et arraché le tiers avant du navire. Le reste de la coque coula rapidement au fond du port. La plus grande partie de l'équipage dormait ou se reposait dans ses quartiers à l'avant du navire quand l'explosion eut lieu. 253 marins furent tués par l'explosion ou se noyèrent pendant le naufrage. Huit autres moururent de leurs blessures par la suite. Il n'y eut que 94 survivants, dont le capitaine Sigsbee, et seulement 16 ne furent pas blessés. Le 21 mars, la commission d'enquête de la Marine à Key West déclara qu'une mine navale avait causé cette explosion.
Les journaux New York Journal et New York World, appartenant respectivement à William Randolph Hearst et Joseph Pulitzer, offrirent une intense couverture médiatique à l'incident mais employèrent des tactiques qui furent par la suite qualifiées de « journalisme jaune ». Les deux publications exagérèrent et déformèrent les informations dont elles disposaient et en inventèrent même quand aucune ne correspondait à leurs agendas. Dans la semaine qui suivit le naufrage, le New York Journal consacra une moyenne journalière de huit pages et demie à la tragédie. Ses éditeurs envoyèrent sur place une équipe complète de journalistes et d'artistes à La Havane dont Frederic Remington et Hearst annonça une récompense de 50 000 $ « pour la condamnation des criminels qui ont envoyé 258 marins américains à la mort ». Si la couverture du New York World fut moins agressive, il employa les mêmes tactiques en affirmant continuellement que l'USS Maine avait été bombardé ou miné. En privé, Pulitzer avançait que « personne en dehors d'un asile de fous » ne croyait réellement que l'Espagne avait approuvé la destruction de l'USS Maine. Cela n'empêcha pas le New York World d'insister que la seule « expiation » que l'Espagne pouvait offrir aux États-Unis pour la perte du navire et de son équipage était d'accorder son indépendance complète à Cuba. L'opinion publique américaine, déjà ulcérée par les atrocités espagnoles à Cuba, devint de plus en plus hystérique.
La destruction de l'USS Maine n'entraîna pas immédiatement la déclaration de guerre des États-Unis. L'événement créa néanmoins une atmosphère qui empêchait virtuellement l'obtention d'une solution pacifique. La guerre hispano-américaine commença deux mois après le naufrage, en avril 1898. Les partisans de la guerre employèrent le cri de ralliement Remember the Maine, to Hell with Spain ! (« Souvenez-vous du Maine, Mort à l'Espagne ! »),,,. L’évènement attira l'attention du pays sur la crise à Cuba mais ne fut pas cité par l'administration McKinley comme un casus belli,.

### Enquêtes
En plus de la commission d'enquête du gouvernement espagnol confiée aux officiers navals Del Peral et De Salas, deux commissions d'enquête américaines furent réalisées en 1898 et 1911. En 1976, l'amiral Hyman Rickover mena une enquête privée et la National Geographic Society fit de même en 1999. Toutes ces études s'accordent pour affirmer que l'explosion des soutes à munitions à l'avant de l'USS Maine est la cause du naufrage mais elles divergent sur la cause de cette explosion,.

#### Commission espagnole de 1898
L'enquête espagnole, menée par les officiers Del Peral and De Salas, rassembla des témoignages d'experts en artillerie navale qui avaient examiné les restes de l'USS Maine. Elle identifia un incendie dans la soute à charbon adjacente aux magasins de munitions comme la cause probable de l'explosion mais la possibilité que d'autres combustibles comme de la peinture en soient à l'origine ne fut pas exclue. L'enquête conclut également que :
1. Si une mine avait causé l'explosion, une colonne d'eau aurait été observée ;
2. Les eaux étant calmes et sans vent, une mine n'aurait pas pu dériver jusqu'au navire ;
3. Aucun poisson mort ne fut retrouvé dans le port comme cela aurait été le cas si une explosion avait eu lieu sous l'eau ;
4. Les munitions n'explosent généralement pas lorsqu'un navire est touché par une mine.

Les conclusions du rapport ne furent à l'époque pas rapportées par la presse américaine.
À cette époque, l'Espagne faisait tout son possible pour éviter une guerre avec les États-Unis et était très prudente afin de ne pas commettre d'acte d'agression. En plus de Cuba, Puerto Rico, les Philippines et d'autres possessions militaires et économiques importantes étaient convoitées par les États-Unis. De plus, seuls deux officiers font partie des 258 morts, les autres officiers dont le capitaine n'étaient pas à bord au moment de l'explosion.

#### Commission américaine de 1898

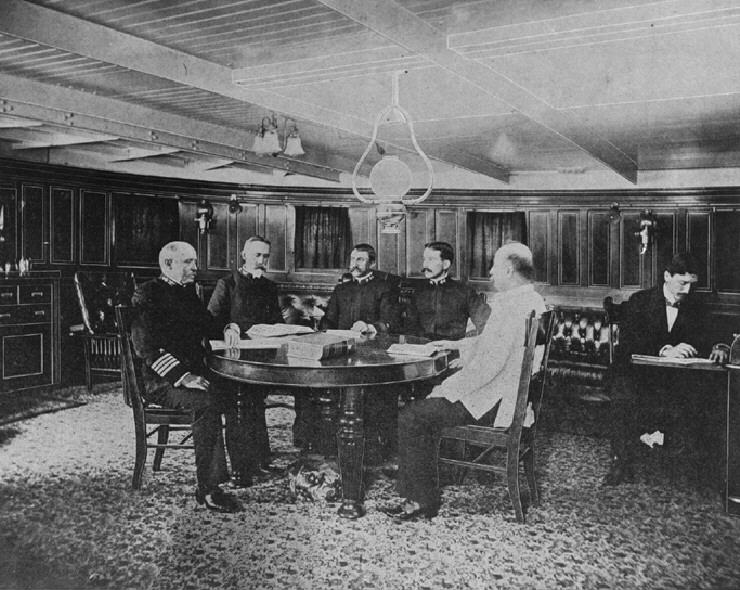
La commission Sampson de 1898.

Pour déterminer la cause de l'explosion, les États-Unis mirent en place une commission d'enquête menée par le capitaine William T. Sampson même si le gouverneur espagnol de Cuba Ramón Blanco y Erenas avait proposé une commission d'enquête conjointe. Le capitaine Sigsbee avait indiqué que « de nombreux officiers espagnols, dont des représentants du général Blanco, nous ont rejoints pour exprimer leur sympathie ». Dans un télégramme, le ministre espagnol des colonies, Segismundo Moret, conseilla à Blanco : « rassemblez tous les faits que vous pouvez pour démontrer que la catastrophe du Maine ne peut nous être attribuée ».
La commission arriva à Cuba le 21 février et recueillit les témoignages des survivants, des témoins et des plongeurs qui avaient été envoyés sur l'épave. Elle conclut que l'USS Maine avait été touché par une mine dont l'explosion avait entraîné la détonation des munitions. Cette conclusion se basait sur le fait que la majorité des témoins avaient entendu deux explosions et qu'une partie de la quille était pliée vers l'intérieur. Le rapport officiel remis le 21 mars au Département de la Marine concluait :
- Au niveau du barrot 18, la quille verticale est cassée en deux, et la quille plate est tordue selon un angle similaire à celui formé par le placage externe du fond. ( « At frame 18 the vertical keel is broken in two and the flat keel is bent at an angle similar to the angle formed by the outside bottom plating. »). De l'avis de la commission, cet effet ne peut avoir été causé que par l'explosion d'une mine située sous le fond du navire au niveau du barrot 18 et quelque peu sur le flanc bâbord du navire ;
- De l'avis de la commission, l'USS Maine fut détruit par l'explosion d'une mine sous-marine qui entraîna l'explosion partielle d'au moins deux de ses magasins de munitions avant ;
- La commission n'est pas parvenue à établir de responsabilités pour la destruction de l'USS Maine[46].

#### Commission américaine de 1911

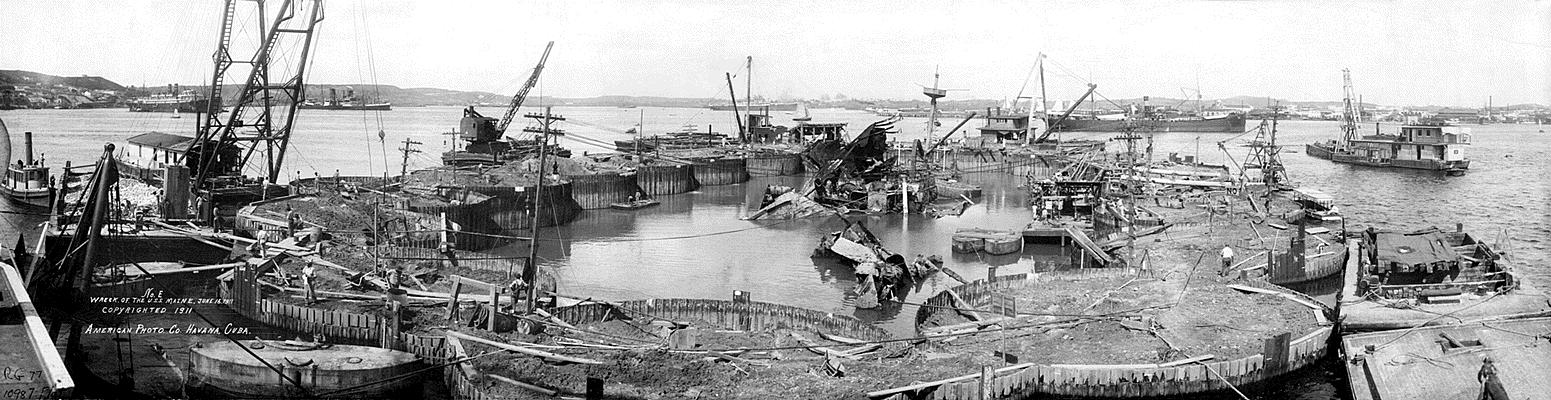
L'épave de l'USS Maine entourée par les batardeaux le 16 juin 1911.

Comme le gouvernement cubain souhaitait que l'épave soit retirée du port de La Havane, la décision fut prise en 1910 de mettre en place une seconde commission d'enquête. L'historienne Dana Wegner suggère que le fait que ces investigations soient menées sans le risque imminent de guerre, comme cela était le cas en 1898, lui accordait une plus grande objectivité. De plus, comme plusieurs membres de la commission de 1910 étaient des ingénieurs, ils étaient mieux qualifiés pour évaluer les résultats que les officiers de 1898.
En décembre 1910, un batardeau fut construit autour de l'épave et l'eau fut retirée pour révéler l'épave à la fin de l'année 1911. Entre le 20 novembre et le 2 décembre 1911, une commission d'enquête présidée par le contre-amiral Charles E. Vreeland (en) inspecta l'épave. Elle conclut qu'une explosion extérieure avait entraîné la détonation des munitions. Elle jugea cependant que l'explosion était moins puissante et située plus à l'arrière du navire que ce qu'avait estimé la commission de 1898. Vreeland avança également que la déformation du barrot 18 avait été causée par l'explosion des munitions et non par une action extérieure. Après l'enquête, les corps récupérés furent inhumés au cimetière national d'Arlington et la portion intacte de la coque fut renflouée et sabordée lors d'une cérémonie en mer le 16 mars 1912.

#### Enquête de Rickover de 1974

Photographie prise depuis la poupe de l'USS Maine après son naufrage.

Intrigué par la question, l'amiral Hyman Rickover mena une enquête privée en 1974. À l'aide des deux rapports officiels, de journaux, de documents personnels et d'informations sur la construction et les munitions de l'USS Maine, il conclut que le naufrage ne fut pas causé par une mine. La combustion spontanée du charbon dans la soute adjacente aux munitions était pour lui la cause la plus probable. Rickover publia un rapport sur son enquête, How the Battleship Maine Was Destroyed, en 1976.
Au moment de la construction de l'USS Maine, des cloisons simples séparaient les soutes à charbon des soutes à munitions et les navires américains utilisaient essentiellement de l'anthracite qui brûlait sans fumée. Avec l'augmentation du nombre de navires en acier, la Marine américaine commença à utiliser de la houille qui brûlait à une température plus importante que l'anthracite et permettait une vitesse plus élevée. Si l'anthracite ne brûlait pas spontanément, la houille était connue pour libérer de grandes quantités de grisou, un mélange de gaz inflammable et explosif. Plusieurs incidents avaient d'ailleurs été rapportés avant le naufrage de l'USS Maine. Wegner cite également une étude de transfert thermique de 1997 qui concluait qu'un incendie dans une soute à charbon, du type proposé par Rickover, aurait pu faire détoner les munitions du navire.

#### Enquête du National Geographic de 1998
En 1998, le magazine National Geographic mena une étude pour le centenaire du naufrage de l'USS Maine. Ses conclusions appuyées par des simulations informatiques étaient que « si une combustion spontanée dans une soute à charbon pouvait créer une température d'ignition dans les soutes adjacentes, il est improbable que cet événement ait eu lieu sur l'USS Maine car la plaque de fond identifiée comme la section 1 aurait été pliée vers l'extérieur et non vers l'intérieur » et que « si la somme des preuves n'est pas suffisante pour démontrer qu'une mine est la cause du naufrage de l'USS Maine, elle renforce les arguments en faveur de cette théorie ».
Des experts, dont certains faisaient partie de l'équipe de Rickover, ne furent pas convaincus par ces conclusions. Wegner avance que l'équipe technique du National Geographic était divisée entre ses membres les plus jeunes qui mettaient l'accent sur les simulations informatiques et les plus âgés qui privilégiaient l'étude des photographies de l'épave et leur propre expérience. Elle ajoute que les données utilisées concernant les caractéristiques du navire et des soutes à munitions étaient fausses et que les participants à l'étude de Rickover n'avaient pas été consultés avant que l'analyse ne soit presque terminée et n'avaient donc pas pu confirmer la véracité des données ou participer aux discussions.

### Théories du complot
Certains ont avancé que le naufrage faisait partie d'une opération sous fausse bannière menée par les États-Unis. Il s'agit de la position officielle à Cuba et ses représentants ont avancé que les États-Unis avaient délibérément coulé le navire pour créer un casus belli contre l'Espagne. L'inscription sur le monument aux victimes de l'USS Maine à La Havane, ajoutée après la révolution cubaine, qualifie les marins de « victimes sacrifiées à l'avarice impérialiste dans sa ferveur pour prendre le contrôle de Cuba » et fait « allusion à la théorie que des agents américains ont délibérément fait sauter leur navire pour créer un prétexte pour déclarer la guerre à l'Espagne, ». Après la fin de la guerre hispano-américaine, les États-Unis occupèrent Cuba jusqu'en 1909 dans le cadre de l'amendement Platt au traité de Paris de 1898.

## Renflouement et sabordage

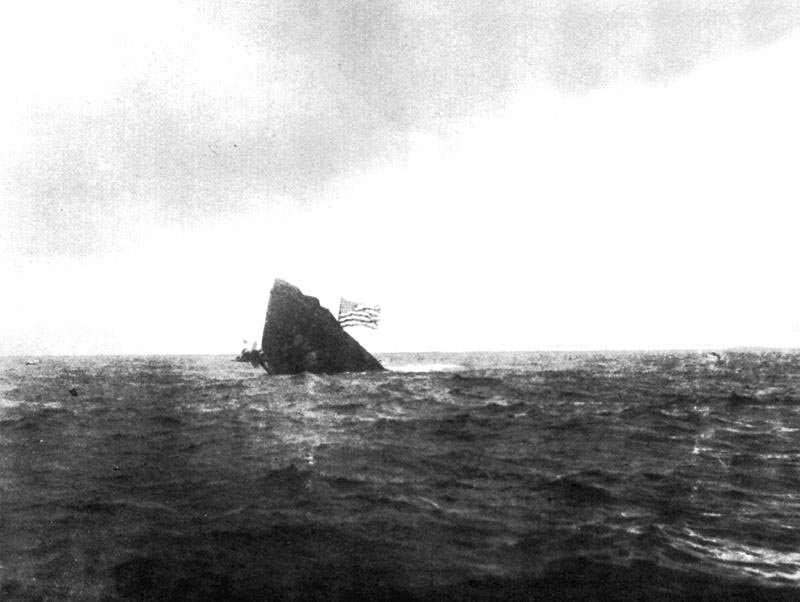
Sabordage de l'USS Maine au large du port de La Havane en 1912.

L'épave de l'USS Maine resta au fond du port de La Havane pendant plusieurs années même s'il était évident qu'il faudrait un jour la retirer. L'épave était de grande taille et l'accumulation de vase autour de la coque menaçait de former un banc de sable. Le 9 mai 1910, le Congrès débloqua des fonds pour renflouer l'USS Maine et réaliser l'inhumation appropriée des 70 corps environ se trouvant encore dans l'épave. Il ne demanda pas à ce moment le lancement d'une commission d'enquête.
Le Corps du génie de l'armée des États-Unis construisit un batardeau autour de l'épave complètement corrodée. L'eau fut retirée et le pont du navire fut ramené à l'air libre le 30 juin 1911. Les ingénieurs démantelèrent la superstructure avant, endommagée, qui fut coulée en mer. Une cloison en bois et en béton fut installée pour sceller la partie arrière, à peu près intacte. Des trous furent percés dans le fond de la coque, et de l'eau sous pression fut envoyée pour libérer le navire de la couche de vase ; les trous furent ensuite bouchés puis utilisés pour saborder le navire.
Le 13 février 1912, les ingénieurs laissèrent l'eau revenir à l'intérieur du batardeau et l'épave fut ramenée à flot. Le 18 février, elle fut emmenée à sept kilomètres de la côte cubaine par le remorqueur USS Osceola et fut sabordée en présence de l'USS North Carolina - où se trouvaient les corps des marins - et du croiseur léger USS Birmingham ; il coula à 1 100 m de profondeur,.
Durant le renflouement, 66 nouveaux corps furent récupérés et un seul fut identifié et enterré dans sa ville de résidence. Les autres furent inhumés au cimetière national d'Arlington où reposent aujourd'hui 229 marins. Neuf corps ne furent jamais retrouvés.

## Hommages
En février 1898, les corps des marins morts à bord de l'USS Maine avaient été enterrés dans le cimetière Christophe Colomb de La Havane. Les blessés avaient été envoyés dans des hôpitaux de La Havane ou de Key West et ceux qui y étaient morts furent inhumés à Key West. En décembre 1899, les cercueils des marins enterrés à Cuba furent exhumés et inhumés au cimetière national d'Arlington dans un mémorial surmonté du mât arrière du navire.
Le mat avant de l'USS Maine, plié par l'explosion, se trouve aujourd'hui à l'Académie navale d'Annapolis dans le Maryland ; les marins américains plaisantent ainsi en disant que l'USS Maine avec son mât arrière à Arlington et son mât avant à Annapolis est « le plus long navire de la Marine ».
En 1926, le gouvernement cubain érigea un mémorial aux victimes de l'USS Maine à Malecón pour commémorer le soutien américain dans sa lutte pour l'indépendance. Le monument fut endommagé par des manifestants à la suite du débarquement de la baie des Cochons en 1961 et l'aigle se trouvant au sommet fut brisé et retiré.
En 1913, un monument dédié à l'USS Maine, dessiné par Harold Van Buren Magonigle, fut inauguré à New York. Situé dans le coin sud-ouest de Central Park, il est composé d'un pilier entouré d'une fontaine et de sculptures d'Attilio Piccirilli. Au sommet du pilier, une sculpture dorée représente Columbia sur un chariot en coquillage tiré par trois chevaux marins ; le bronze dont elle est composée proviendrait du métal récupéré sur les canons de l'USS Maine.

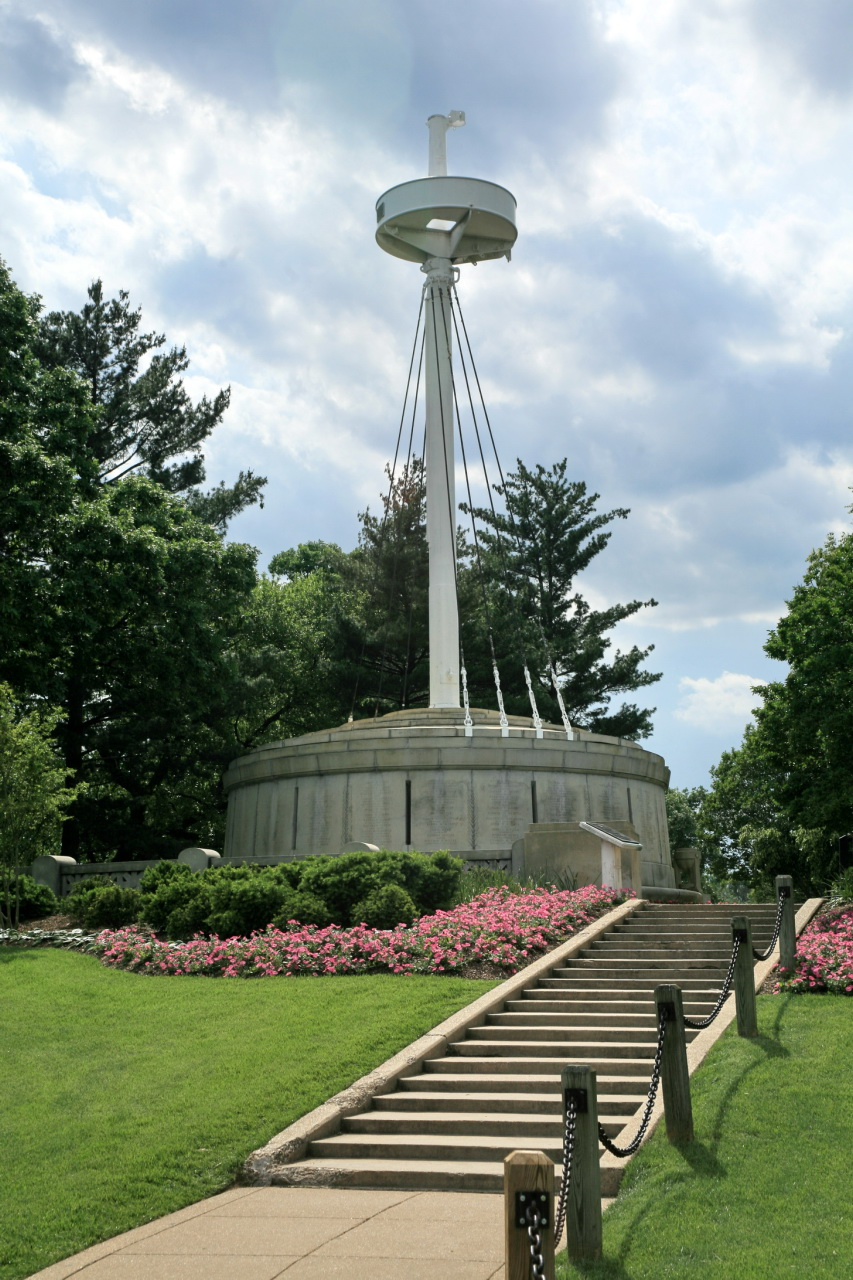
Le mémorial dans le cimetière d'Arlington avec le mat de l'USS Maine.
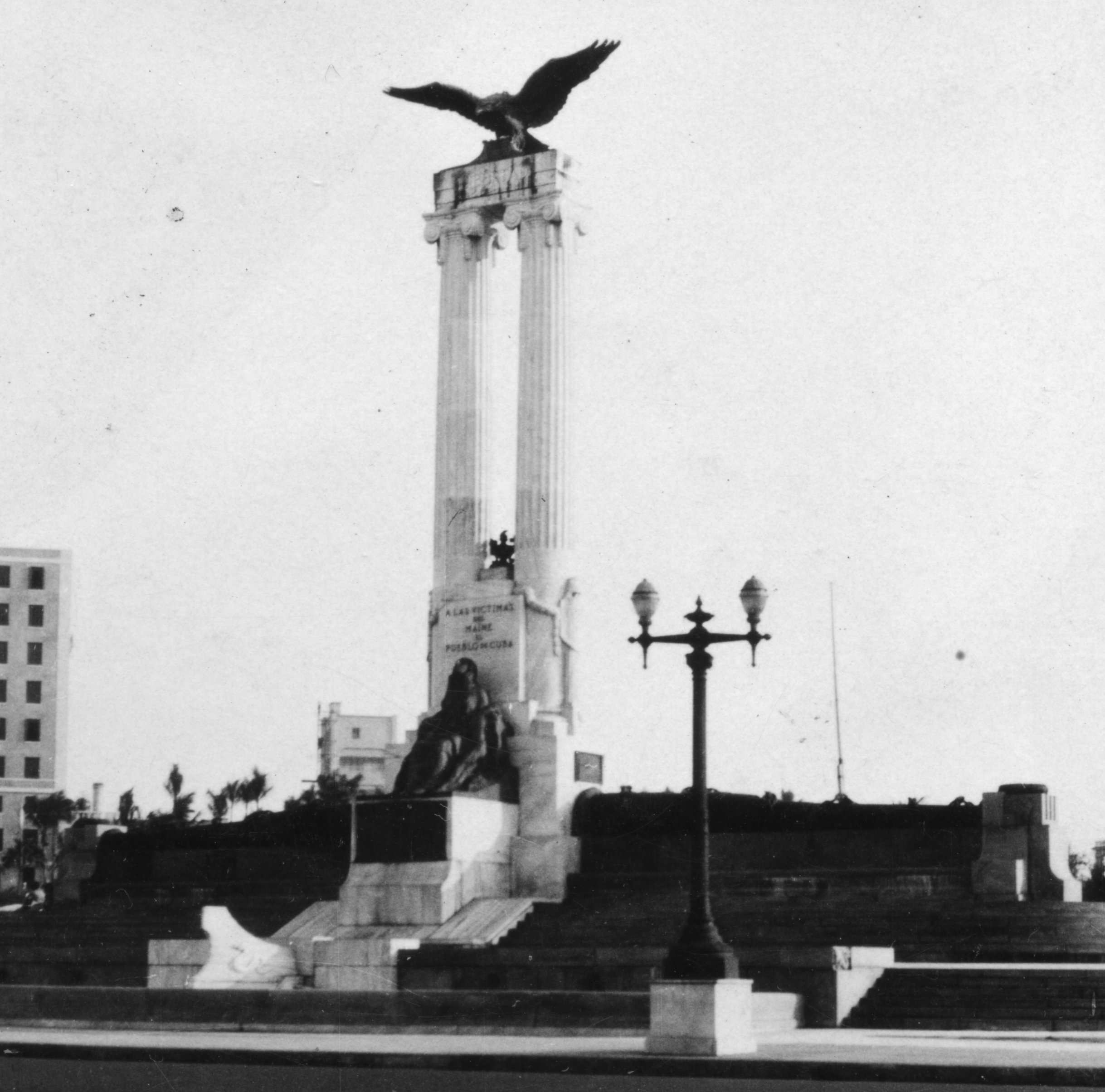
Le mémorial de La Havane dans les années 1930.
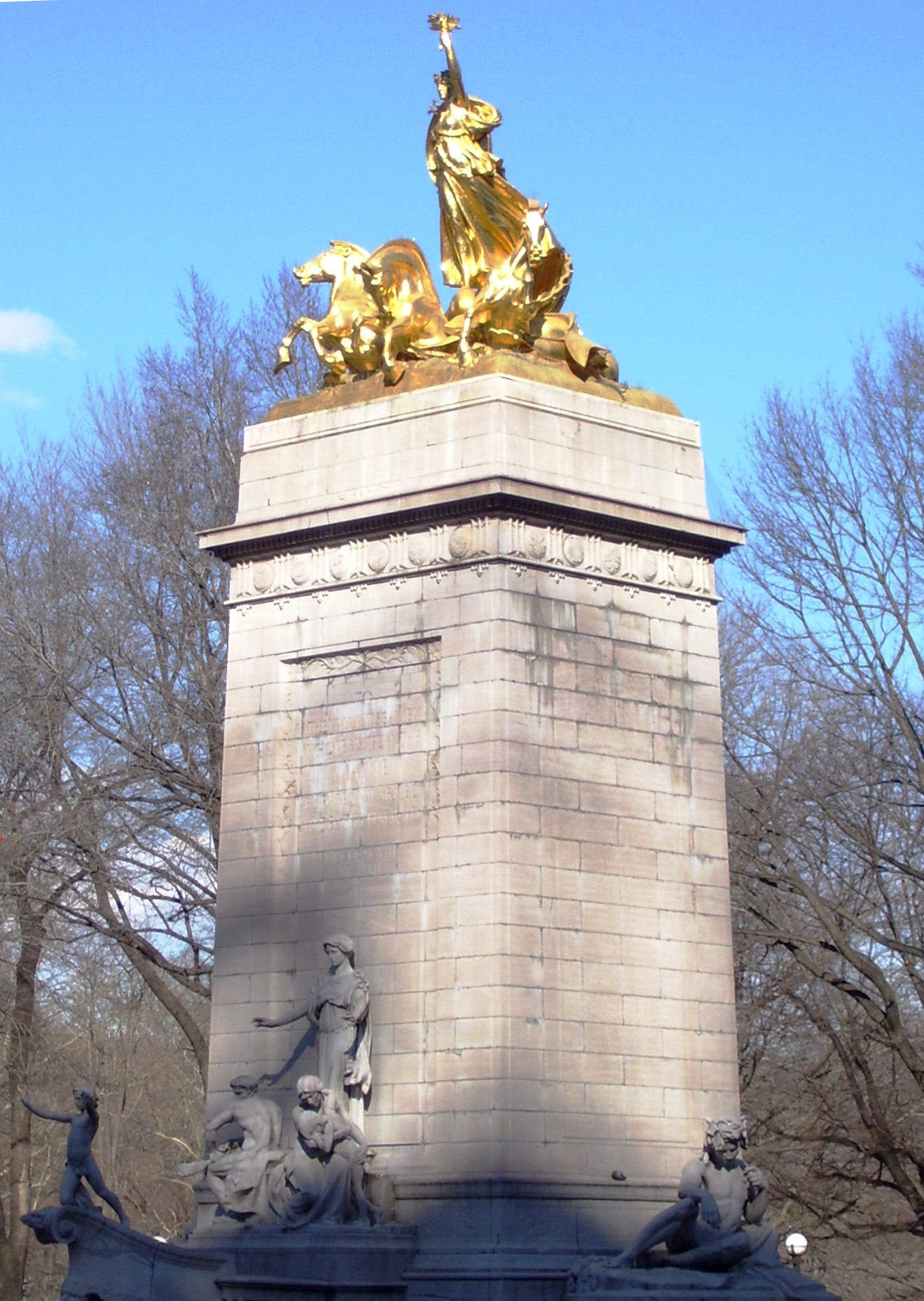
Le mémorial de New York.
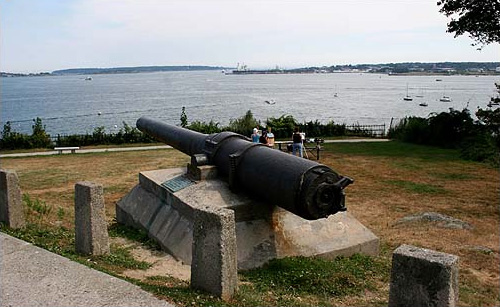
Un des canons de 6 pouces de l'USS Maine exposé à Portland dans le Maine.

### Filmographie
- La Guerre de Cuba et l'Explosion du Maine à La Havane, film français de Georges Méliès, 1898